# Bohners Lake
Bohners Lake statisztikai település az Amerikai Egyesült Államok Wisconsin államában, Racine megyében. Lakosainak száma 2374 fő (2020. április 1.).

## Népesség
A település népességének változása:

| 2010 | 2 444 |
| 2020 | 2 374 |